# キース・シルバースタイン
キース・シルバースタイン（Keith Silverstein, 1970年12月24日 - ）は、アメリカ合衆国の男性声優、歌手。ニュージャージー州プレーンフィールド出身。

## 出演作品

### 海外アニメ
- アベンジャーズ 地球最強のヒーロー - 追加の声
- バットガール：1年目 - ロビン/ディック・グレイソン
- きんきゅうしゅつどう隊 OSO - フェイスの父
- トロン：ライジング - 追加の声
- アルティメット・スパイダーマン - エイブナー・ロナルド・ジェンキンス/ビートル

### 国内アニメ
- Charlotte - 通訳者 [1]
- HUNTER×HUNTER(2011年版) - ヒソカ＝モロウ
- ヴァイオレット・エヴァーガーデン - ディートフリート・ブーゲンビリア
- ジャングルはいつもハレのちグゥ - ロバート [2]
- スティッチ! - ガントゥ
- デジモンクロスウォーズ - アポロモン・ウィスパード（ウィスパード）
- マギ - マスルル、ゴルタス

### アニメ映画
- モンスター・ハイ スカルショアーズからの脱出 - バートルビー・ファーナム
- アイス・エイジ4/パイレーツ大冒険 - 追加の声

### ゲーム
- Marvel's Spider-Man - ハマーヘッド
- 悪魔城ドラキュラ 奪われた刻印 - アルバス（ノンクレジット）
- 悪魔城ドラキュラ ジャッジメント - シモン・ベルモンド （ノンクレジット）
- 真・女神転生IV - フリン
- 真・女神転生IV FINAL - フリン
- ソニックシリーズ - ベクター・ザ・クロコダイル （2010年-現在）
- スカイランダース スパイロズ・アドベンチャー - ティーボーン、クラム=トロン4000、追加の声
- スカイランダース・ジャイアンツ - ティーボーン、クラム=トロン4000、追加の声
- ソウルシリーズ - ザサラメール
- 大乱闘スマッシュブラザーズ SPECIAL - シモン・ベルモンド
- デッド オア アライブ5 - ザック
- デッド オア アライブ6 - ザック
- バイオハザード アンブレラ・クロニクルズ - ハンク
- バイオハザード ダークサイド・クロニクルズ - ハンク
- バイオハザード オペレーション・ラクーンシティ - ハンク
- ダンガンロンパ 希望の学園と絶望の高校生 - 大和田紋土、霧切仁
- ペルソナ5 - 獅童正義
- ロックマン11 運命の歯車!! - Dr.ワイリー
- バイオハザード RE:2 - ハンク
- 原神 - 鍾離